# Dresden, enquêtes parallèles
Dresden, enquêtes parallèles (The Dresden Files) est une série télévisée américano-canadienne en douze épisodes de 42 minutes, créée par Robert Hewitt Wolfe et Hans Beimler d'après la série de romans de Jim Butcher et diffusée entre le 21 janvier 2007 et le 15 avril 2007 sur Sci Fi Channel aux États-Unis et sur Space au Canada.
Au Québec, la série a été diffusée à partir du 3 mars 2008 sur Ztélé, en Belgique sur La Deux, et en France depuis le 15 mai 2012 sur France 4.

## Synopsis
Harry Dresden est un sorcier qui apporte son aide à la police lorsque cette dernière est confrontée à des affaires inhabituelles.

## Distribution

### Acteurs principaux
- Paul Blackthorne (VF : Jean-Pierre Michael) : Harry Dresden[4]
- Valerie Cruz (VF : Véronique Desmadryl) : Lieutenant Connie Murphy
- Terrence Mann (VF : Bernard Alane) : Hrothbert « Bob » de Bainbridge
- Raoul Bhaneja (en) (VF : Nessym Guetat) : Inspecteur Sid Kirmani (10 épisodes)
- Conrad Coates (en) (VF : Luc Bernard) : Donald Morgan (6 épisodes)

### Acteurs récurrents
- Matt Gordon (en) : Waldo Butters (5 épisodes)
- Jonathan Higgins : Malcolm Dresden (4 épisodes)
- Daniel Kash (en) : Justin Morningway (4 épisodes)
- Joanne Kelly : Bianca (3 épisodes)
- Matthew Knight : Harry Dresden enfant (3 épisodes)

### Invités
- Natalie Lisinska : Laura
- Dylan Everett (en) : Scott Sharpe
- Deborah Odell : Whitney Timmons
- Marie Ward : Sheryl Sharpe
- Kathleen Munroe : Heather Bram
- Alex Karzis (en) : Agent Special Zachary Bushnell
- Krista Bridges (en) : Agent Special Kelly Raskin
- Raoul Bhaneja (en) : Detective Sid Kirmani
- Kim Coates : Sirota
- Meredith Henderson : Nikki Slovak / Caryn Harris
- Corey Sevier : Matthew Jacobs
- Jane McLean (de) : Maï l'Ancienne
- Laura Vandervoort : Natalie
- Lyriq Bent : Jake
- Steve Byers : Brady Whitfield
- Kerry Dorey : Caleb
- Odeen Eccleston : Raychelle Banton
- Tyrone Savage (en) : Carson Harris
- Nathan Stephenson (en) : Dante Aureus
- Shannon Boodram : Linda Atwater
- Christine Tizzard : Jennifer Randall
- Greg Bryk : Tommy Tomm
- John DeSantis : Demon
- Sherry Miller : Mrs Cutler
- Rebecca McFarland : Susan Rodriguez
- Claudia Black : Liz Fontaine[5]
- Richard Blackburn : Jim Brennan
- John Boylan (en) : Dr Overland
- Stephanie Moore (en) : Felicity Jones
- Chris Owens : Ronald Jones
- Christine Horne : Amber
- Bobby Del Rio : Soto
- James Binkley : Wallace
- Chuck Shamata (en) : Joe Murphy
- Yannick Bisson : Sergent Darren Munzer

 Source et légende : version française (VF) sur RS Doublage

## Production
La série a été commandée par Sci-Fi le 25 mai 2006.
Lors du début de diffusion de la série, le troisième épisode en ordre de production a été diffusé en premier. Entretemps, le pilote original d'une durée de 90 minutes, Storm Front, a été ré-édité, certaines scènes ont été tournées de nouveau et a été diffusé en tant que huitième épisode.
Sci Fi Channel annule la série en août pour mauvaises audiences. Le pilote original de 90 minutes, avec des scènes restaurées et quelques scènes provenant d'autres épisodes, a été remonté et diffusé le 7 mars 2008 sur la même chaîne.

## Épisodes
1. Le Clan des corbeaux (Birds of a Feather)
2. La Clef d'Anubis (The Boone Identity)
3. La Malédiction du loup (Hair of the Dog)
4. La Chaîne du péché (Rules of Engagement)
5. Le Troisième Œil (Bad Blood)
6. Assurance mort (Soul Beneficiary)
7. Les Passe-murailles (Walls)
8. Magie noire (Storm Front)
9. Les Privés (The Other Dick)
10. L'Enlèvement de Bob (What About Bob?)
11. Pris au piège (Things That Go Bump)
12. Seconde Chance (Second City)

## Produits dérivés

### DVD
- Dresden, enquêtes parallèles (7 octobre 2009) (ASIN B002L7TMIQ)